# Ротопанешти (Сучава)
Ротопанешти (рум. Rotopănești) насеље је у Румунији у округу Сучава у општини Хородничени. Oпштина се налази на надморској висини од 330 m.

## Становништво
Према подацима из 2002. године у насељу је живело 404 становника, од којих су сви румунске националности.